# Montfaucon (Doubs)
Pour les articles homonymes, voir Montfaucon.
Montfaucon est une commune française située dans le département du Doubs, la région culturelle et historique de Franche-Comté et la région administrative Bourgogne-Franche-Comté, à 8 km à l'ouest de Besançon. 50 % de sa superficie totale est composé de bois.
Ses habitants se nomment les Falcomontais ou Montfauconais.

## Géographie

### Situation
La commune de Montfaucon est située en région Bourgogne-Franche-Comté, dans la partie ouest du département du Doubs, à 4 kilomètres à vol d'oiseau à l'est de Besançon, préfecture du département et à 79 kilomètres à l'est de Dijon, préfecture de la région. La distance la plus courte par la route entre le centre du village et le centre-ville de Besançon (pont de Bregille) est d'environ 8 km.
| - OpenStreetMap Environnement géographique et délimitation territoriale de Montfaucon. - Montfaucon et ses communes limitrophes. - Montfaucon (en rouge) dans le département du Doubs. |

| Chalezeule | Chalèze    | Gennes |
| Besançon   | Montfaucon | Saône  |
| Morre      | Morre      | Saône  |

### Géologie et relief
La commune de Montfaucon est situé sur une colline qui culmine à 614 mètres d'altitude, surplombant d'une part la vallée du Doubs de plus de 370 mètres sur son versant ouest et d'autre part le plateau d'Ornans de plus de 230 mètres sur son versant est. Cette colline fait partie du faisceau bisontin constituant les premiers contreforts du Massif du Jura. L'altitude minimale de la commune est de 240 mètres au niveau du Doubs.

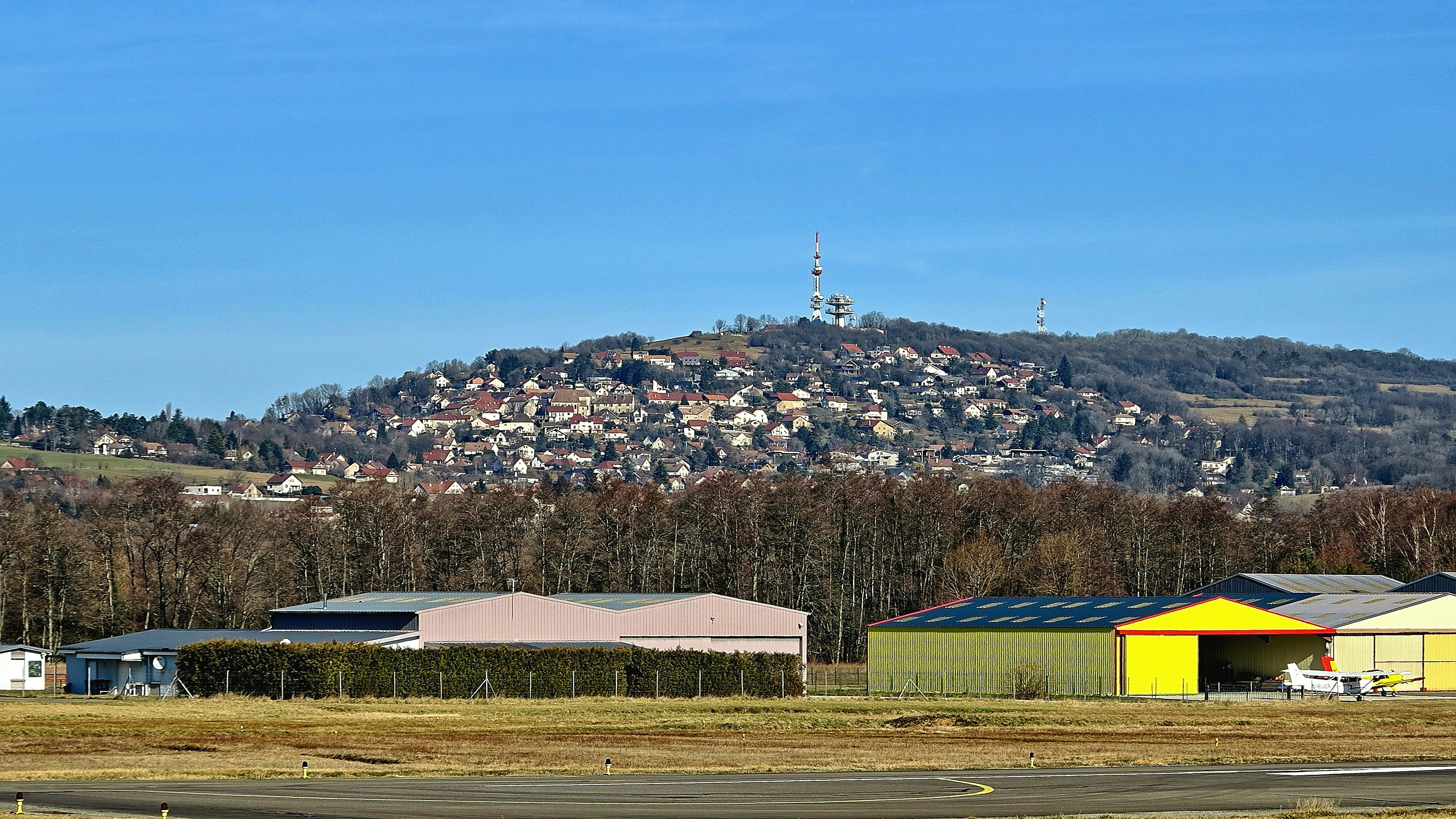
Le village sur sa colline vu depuis La Vèze.

### Hydrographie
Le Doubs et le Canal du Rhône au Rhin sont les principaux cours d'eau parcourant Montfaucon.

### Voies de communication et transport

#### Infrastructure routière
Le principal axe routier traversant la commune de Montfaucon est la route départementale 464, appelée route de Maîche, qui relie la route nationale 57 (passant à quelques centaines de mètres des limites de la commune) à la frontière franco-suisse. Les axes secondaires sont la route départementale 143 qui relie les hauteurs de la commune avec celle de Fontain, la route départementale 411 qui longe le Doubs entre Besançon et Chalèze et dessert le hameau de la Malate et la route départementale 146 qui joint le centre du bourg à la RD464.

#### Transports en commun
La commune est desservie par le réseau de transports en commun Ginko de la communauté urbaine de Besançon par les lignes  81 ,  82  et  Ginko Proxi  J .

#### Liaisons ferroviaires et aériennes
Pour la desserte ferroviaire, la gare la plus proche est celle de Morre (3 km) desservie par des trains régionaux du réseau TER Bourgogne-Franche-Comté assurant la liaison entre Besançon-Viotte et la ville suisse du Locle. Les liaisons ferroviaires nationales et internationales sont accessibles au départ des gares de Besançon-Viotte (9 km) et de Besançon Franche-Comté TGV (21 km).
À 50 minutes de Montfaucon par la route, l'aéroport de Dole-Jura propose en 2019 des liaisons aériennes régulières vers Bastia, Londres, Marrakech, Fès et Porto. Les aéroports internationaux les plus proches de Montfaucon sont l'aéroport de Bâle-Mulhouse-Fribourg (158 km) et l'aéroport de Genève (169 km).

### Climat
Pour des articles plus généraux, voir Climat de la Bourgogne-Franche-Comté et Climat du Doubs.
En 2010, le climat de la commune est de type climat de montagne, selon une étude du Centre national de la recherche scientifique s'appuyant sur une série de données couvrant la période 1971-2000. En 2020, Météo-France publie une typologie des climats de la France métropolitaine dans laquelle la commune est exposée à un climat semi-continental et est dans la région climatique  Jura, caractérisée par une forte pluviométrie en toutes saisons (1 000 à 1 500 mm/an), des hivers rigoureux et un ensoleillement médiocre. 
Pour la période 1971-2000, la température annuelle moyenne est de 9,7 °C, avec une amplitude thermique annuelle de 17,1 °C. Le cumul annuel moyen de précipitations est de 1 311 mm, avec 14,2 jours de précipitations en janvier et 10,2 jours en juillet. Pour la période 1991-2020, la température moyenne annuelle observée sur la station météorologique de Météo-France la plus proche, « Besançon », sur la commune de Besançon à 4 km à vol d'oiseau, est de 11,4 °C et le cumul annuel moyen de précipitations est de 1 157,0 mm. 
La température maximale relevée sur cette station est de 40,3 °C, atteinte le 28 juillet 1921 ; la température minimale est de −20,7 °C, atteinte le 9 janvier 1985,,. 
Les paramètres climatiques de la commune ont été estimés pour le milieu du siècle (2041-2070) selon différents scénarios d'émission de gaz à effet de serre à partir des nouvelles projections climatiques de référence DRIAS-2020. Ils sont consultables sur un site dédié publié par Météo-France en novembre 2022.

## Urbanisme

### Typologie
Au 1er janvier 2024, Montfaucon est catégorisée ceinture urbaine, selon la nouvelle grille communale de densité à 7 niveaux définie par l'Insee en 2022.
Elle appartient à l'unité urbaine de Besançon, une agglomération intra-départementale dont elle est une commune de la banlieue,. Par ailleurs la commune fait partie de l'aire d'attraction de Besançon, dont elle est une commune de la couronne,. Cette aire, qui regroupe 310 communes, est catégorisée dans les aires de 200 000 à moins de 700 000 habitants,.

### Occupation des sols
L'occupation des sols de la commune, telle qu'elle ressort de la base de données européenne d’occupation biophysique des sols Corine Land Cover (CLC), est marquée par l'importance des forêts et milieux semi-naturels (51,3 % en 2018), une proportion identique à celle de 1990 (51,3 %). La répartition détaillée en 2018 est la suivante : 
forêts (51,3 %), prairies (23,2 %), zones urbanisées (16 %), zones agricoles hétérogènes (7,8 %), eaux continentales (1,6 %), terres arables (0,1 %). L'évolution de l’occupation des sols de la commune et de ses infrastructures peut être observée sur les différentes représentations cartographiques du territoire : la carte de Cassini (XVIIIe siècle), la carte d'état-major (1820-1866) et les cartes ou photos aériennes de l'IGN pour la période actuelle (1950 à aujourd'hui).

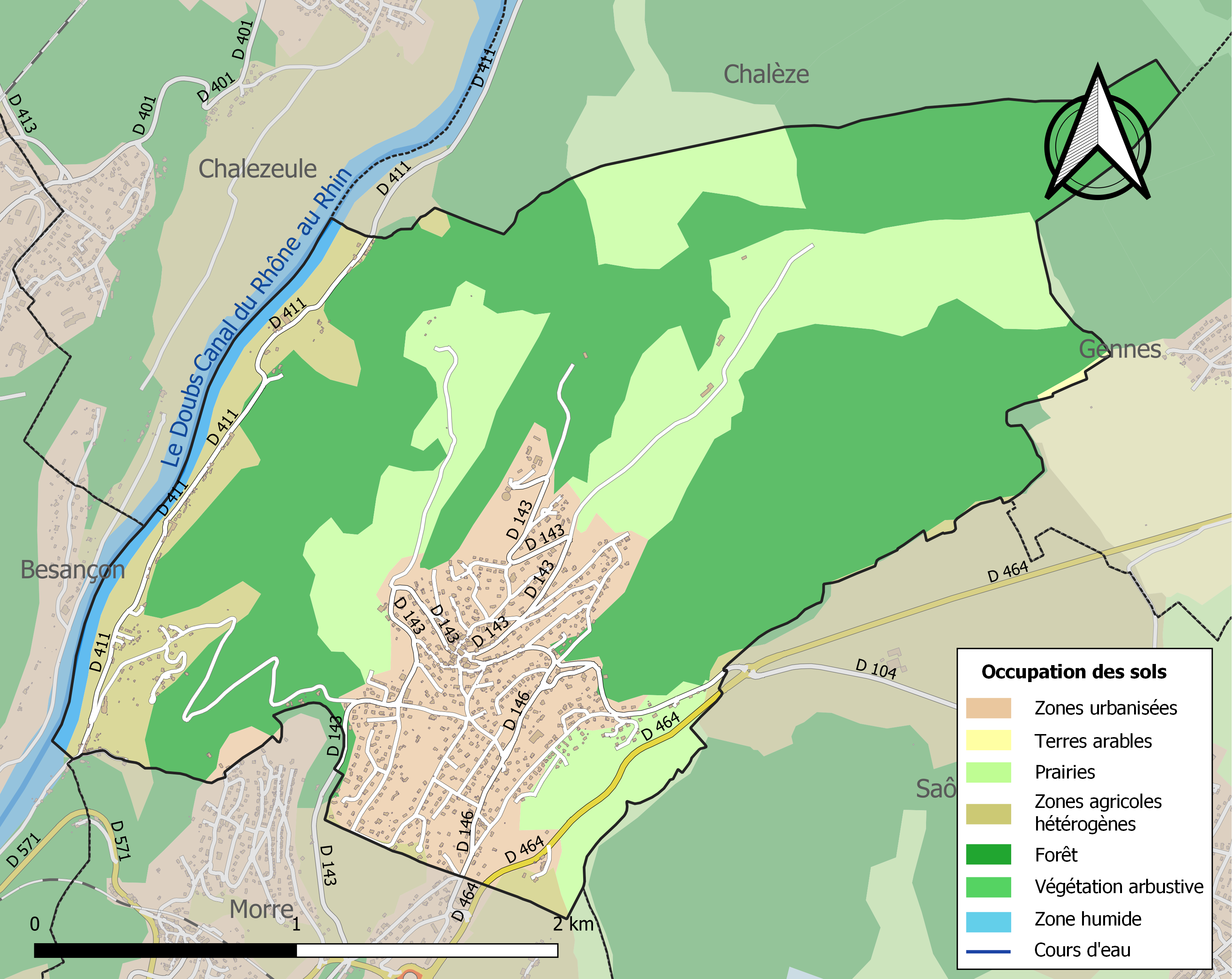
Carte des infrastructures et de l'occupation des sols de la commune en 2018 (CLC).

## Toponymie
Monte Falcone en 1090 ; Montfalcon en 1104 ; Mons Falconis en 1160 ; Montfaucon en 1260 ; Monfacoin en 1279 ; Montfaulcon en 1614.

## Histoire
Les premières traces de présence humaine à Monfaucon datent du néolithique, ce sont des outils de silex découverts dans une grotte.
Montfaucon doit son nom et ses origines à la puissante famille seigneuriale des Montfaucon, qui, vers 1050, ont construit un château fort aux portes de Besançon : auparavant, le village n'existait pas. À mesure que la forteresse prend de l'importance, des maisons s'implantent à ses pieds et donnent naissance à un hameau, à son tour fortifié et appelé le Bourg de Montfaucon. La fondation d'une église paroissiale en 1311 consacre la réussite de cet ensemble château-bourg, dont l'apogée se situe aux XIVe-XVe siècles.

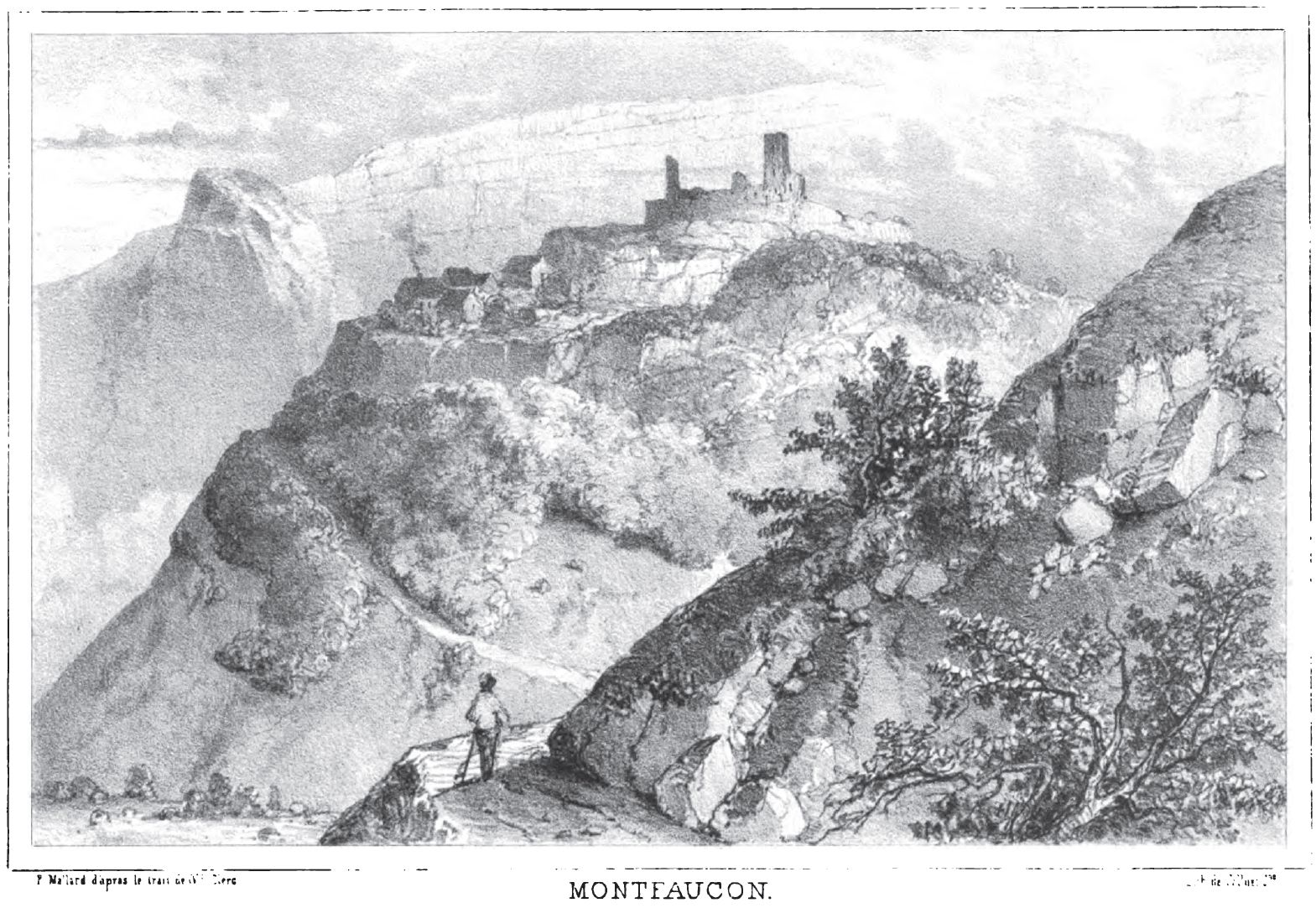
ruines du château de Montfaucon

Le développement de l’artillerie et la réorganisation des pouvoirs politiques et économiques entre les mains des rois et de quelques princes, dont les Chalon-Arlay héritiers des Montfaucon, modifient la stratégie féodale : le château perd progressivement ses fonctions militaires (fin XVe siècle) pour n’être plus qu’un centre domanial de gestion, avant d’être totalement délaissé (XVIIe siècle). Cette lente mutation rejaillit sur le Bourg qui voit au début du XVIe siècle, quelques-uns de ses habitants s’établir à l'emplacement de l’actuel village : ces premières maisons, appelées granges, donnent leur nom au nouvel hameau (Montfaucon-les-Granges), mieux situé et disposant de plus d’espace agricole, et amorcent un transfert progressif des habitants à leur profit.
Quand au milieu du XVIIIe siècle se pose la question de la restauration de l'église primitive, les deux hameaux (Bourg et Granges) s’affrontent durant une trentaine d’années sur l'emplacement du nouvel édifice. Finalement, les habitants des Granges, plus nombreux, l'emportent et la consécration de l'actuelle église en 1785 sonne le glas du Bourg, vidé peu à peu de ses occupants : en 1834 n'y existent plus que cinq maisons, la dernière étant abandonnée vers 1880.
Cette disparition est cependant compensée au XIXe siècle par le développement de La Malate, qui, après avoir abrité une léproserie (ou maladrerie), puis des cabordes liées à l’essor du vignoble, voit s’implanter le long du Doubs quelques fermes et même une faïencerie.
Par décret royal du 17 juillet 1819, les communes de la Chevillotte, de Gennes, de Mamirolles, de Le Gratteris, de Montfaucon, de Morre et de Saône faisant alors partie du canton de Roulans, arrondissement de Baume, département du Doubs seront distraites de ce canton et réunies au canton sud de la ville de Besançon, arrondissement de Besançon.
Après 1870, la construction des forts, qui abritent une garnison, redonnent momentanément à Montfaucon une vocation militaire, mais celle-ci ne résiste pas longtemps à l'évolution stratégique, puisqu’avant 1906, date de l’explosion du fort, la garnison a été transférée à Besançon.
C'est après la Seconde Guerre mondiale que s'opère la plus profonde mutation de Montfaucon : tandis que la révolution agricole fait disparaître progressivement la population paysanne, l'essor économique de Besançon provoque un afflux démographique et donne à Montfaucon une nouvelle vocation, celle de village résidentiel de la banlieue bisontine.

## Héraldique
Blason de la commune
| Blason de Montfaucon | Blason  | De gueules aux deux bars adossés d’or.           |
| Blason de Montfaucon | Détails | Le statut officiel du blason reste à déterminer. |

## Politique et administration
| Période                                  | Période                   | Identité                                      | Étiquette | Qualité                    |
| ---------------------------------------- | ------------------------- | --------------------------------------------- | --------- | -------------------------- |
| 2001                                     | En cours (au 31 mai 2020) | Pierre Contoz, Réélu pour le mandat 2020-2026 | DVG       | Ingénieur en chef retraité |
| Les données manquantes sont à compléter. |                           |                                               |           |                            |

## Population et société

### Démographie
L'évolution du nombre d'habitants est connue à travers les recensements de la population effectués dans la commune depuis 1793. Pour les communes de moins de 10 000 habitants, une enquête de recensement portant sur toute la population est réalisée tous les cinq ans, les populations de référence des années intermédiaires étant quant à elles estimées par interpolation ou extrapolation. Pour la commune, le premier recensement exhaustif entrant dans le cadre du nouveau dispositif a été réalisé en 2008.

En 2022, la commune comptait 1 608 habitants, en évolution de +5,3 % par rapport à 2016 (Doubs : +1,88 %, France hors Mayotte : +2,11 %).
| 1793 | 1800 | 1806 | 1821 | 1831 | 1836 | 1841 | 1846 | 1851 |
| ---- | ---- | ---- | ---- | ---- | ---- | ---- | ---- | ---- |
| 180  | 154  | 199  | 201  | 247  | 240  | 270  | 268  | 315  |

| 1856 | 1861 | 1866 | 1872 | 1876 | 1881 | 1886 | 1891 | 1896 |
| ---- | ---- | ---- | ---- | ---- | ---- | ---- | ---- | ---- |
| 272  | 293  | 274  | 266  | 480  | 626  | 502  | 556  | 598  |

| 1901 | 1906 | 1911 | 1921 | 1926 | 1931 | 1936 | 1946 | 1954 |
| ---- | ---- | ---- | ---- | ---- | ---- | ---- | ---- | ---- |
| 544  | 287  | 282  | 252  | 316  | 340  | 315  | 275  | 355  |

| 1962 | 1968 | 1975 | 1982  | 1990  | 1999  | 2006  | 2008  | 2013  |
| ---- | ---- | ---- | ----- | ----- | ----- | ----- | ----- | ----- |
| 355  | 510  | 946  | 1 055 | 1 262 | 1 372 | 1 454 | 1 478 | 1 484 |

| 2018  | 2022  | - | - | - | - | - | - | - |
| ----- | ----- | - | - | - | - | - | - | - |
| 1 574 | 1 608 | - | - | - | - | - | - | - |

### Enseignement
La commune fait partie de l'académie de Besançon, dans la zone A du calendrier scolaire. Elle dispose d'une école maternelle et élémentaire qui accueillait 133 élèves à la rentrée 2018. Selon la carte scolaire pour la rentrée 2018, la scolarisation des élèves de Montfaucon se fait au collège Entre Deux Velles de Saône (3,5 km) et au lycée Louis Pergaud de Besançon (11 km).

### Santé et services d'urgence
Montfaucon dépend, pour les secours, du centre de première intervention (CPI) de Besançon Est. La commune abrite un cabinet médical et un cabinet de kinésithérapie tandis que la pharmacie la plus proche se trouve à 5 km sur la commune de Morre. L'hôpital le plus proche est le centre hospitalier régional universitaire Jean-Minjoz.

### Cultes
La commune dispose d'un seul lieu de culte de confession catholique, l'église de la Nativité-de-Notre-Dame. Au sein du diocèse de Besançon, le doyenné des Premiers Plateaux regroupe cinq unités pastorales (paroisses) dont celle du Plateau de Saône à laquelle appartient Montfaucon.

## Économie

### Revenus et fiscalité
En 2011, le revenu fiscal médian par ménage à Montfaucon était de 45 073 €, plaçant la commune au 1 129e rang parmi les 31 886 communes de plus de 49 ménages en métropole et au 26e rang parmi les 454 communes de plus de 49 ménages du département du Doubs.

## Lieux et monuments
- Château de Montfaucon (XIe siècle).  Inscrit MH (1976)
- Église de la Nativité de Notre-Dame de Montfaucon.  Inscrit MH (2009)

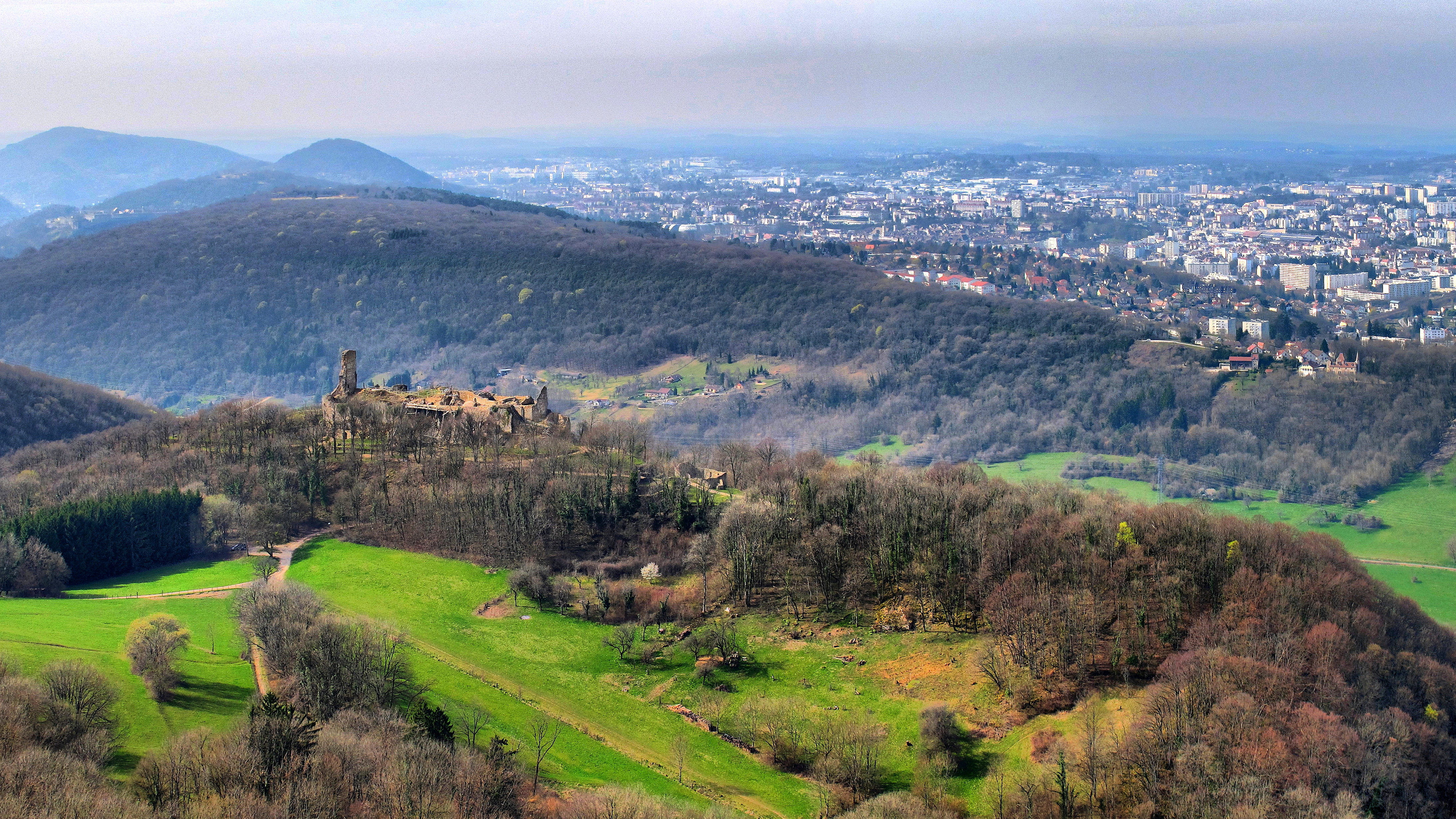
Ruines du château.
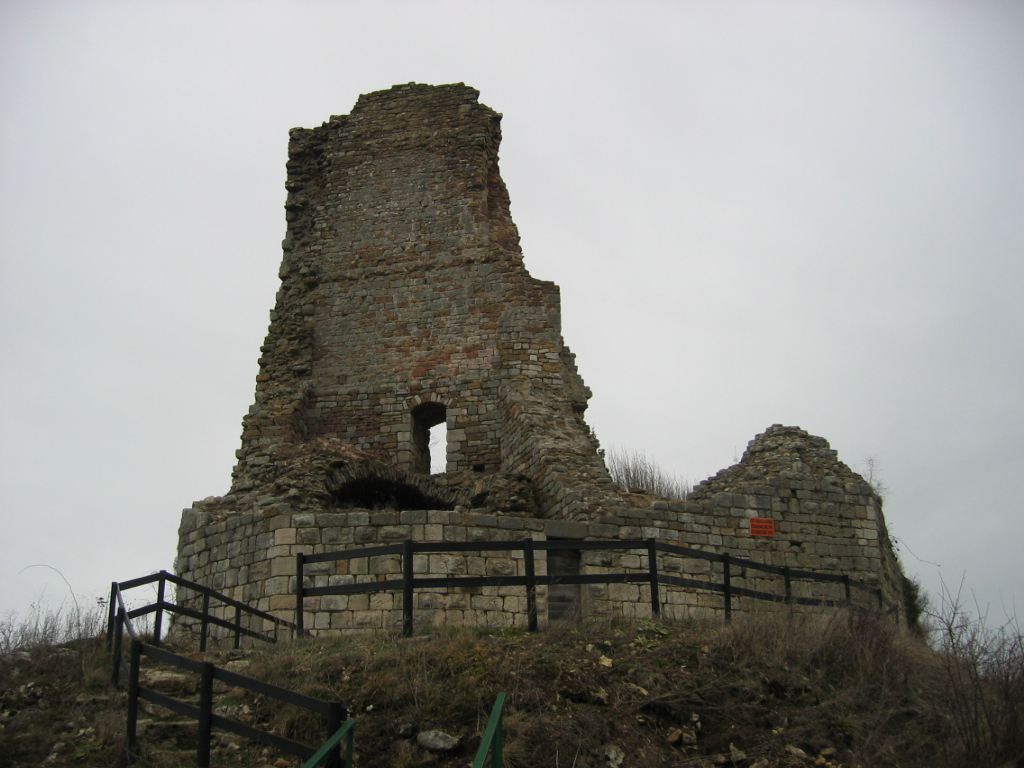
Ruines du donjon du château.
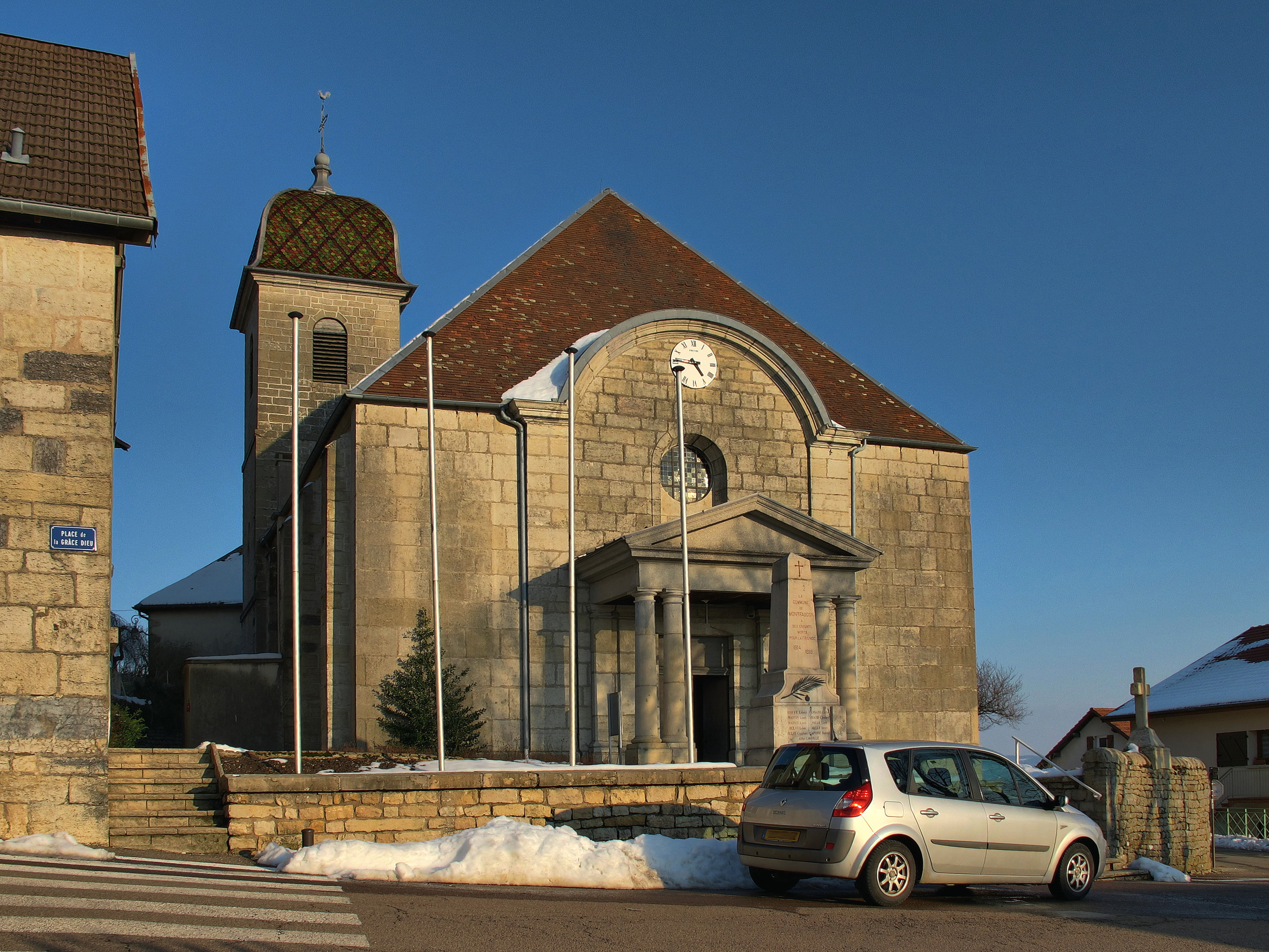
Église.

- Môle défensif de Montfaucon (ensemble de fort et redoutes).

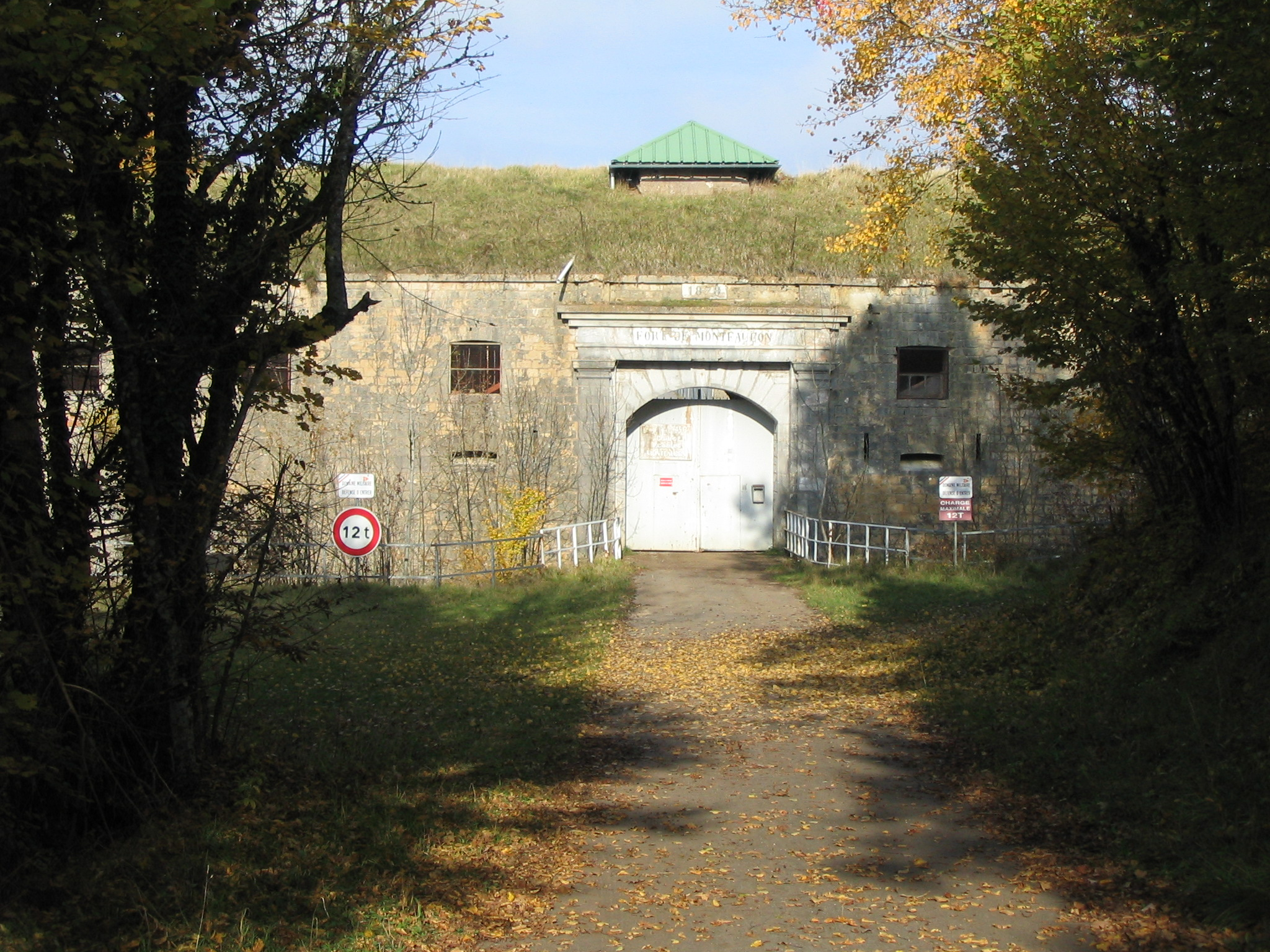
Fort.
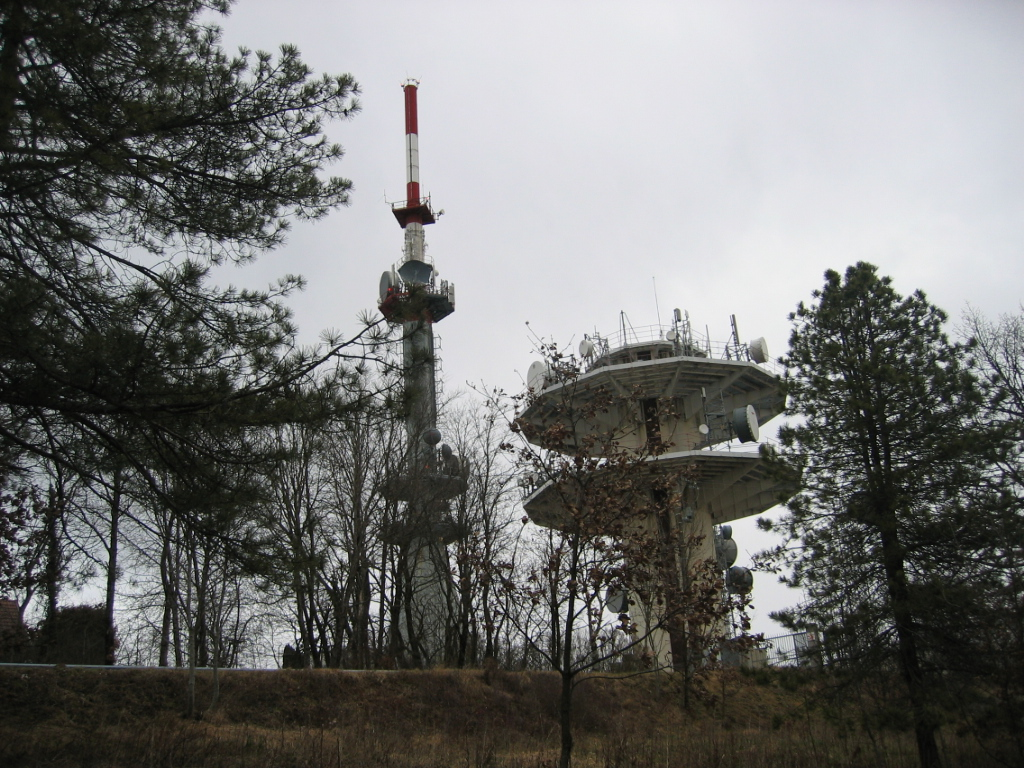
Emetteur TDF.
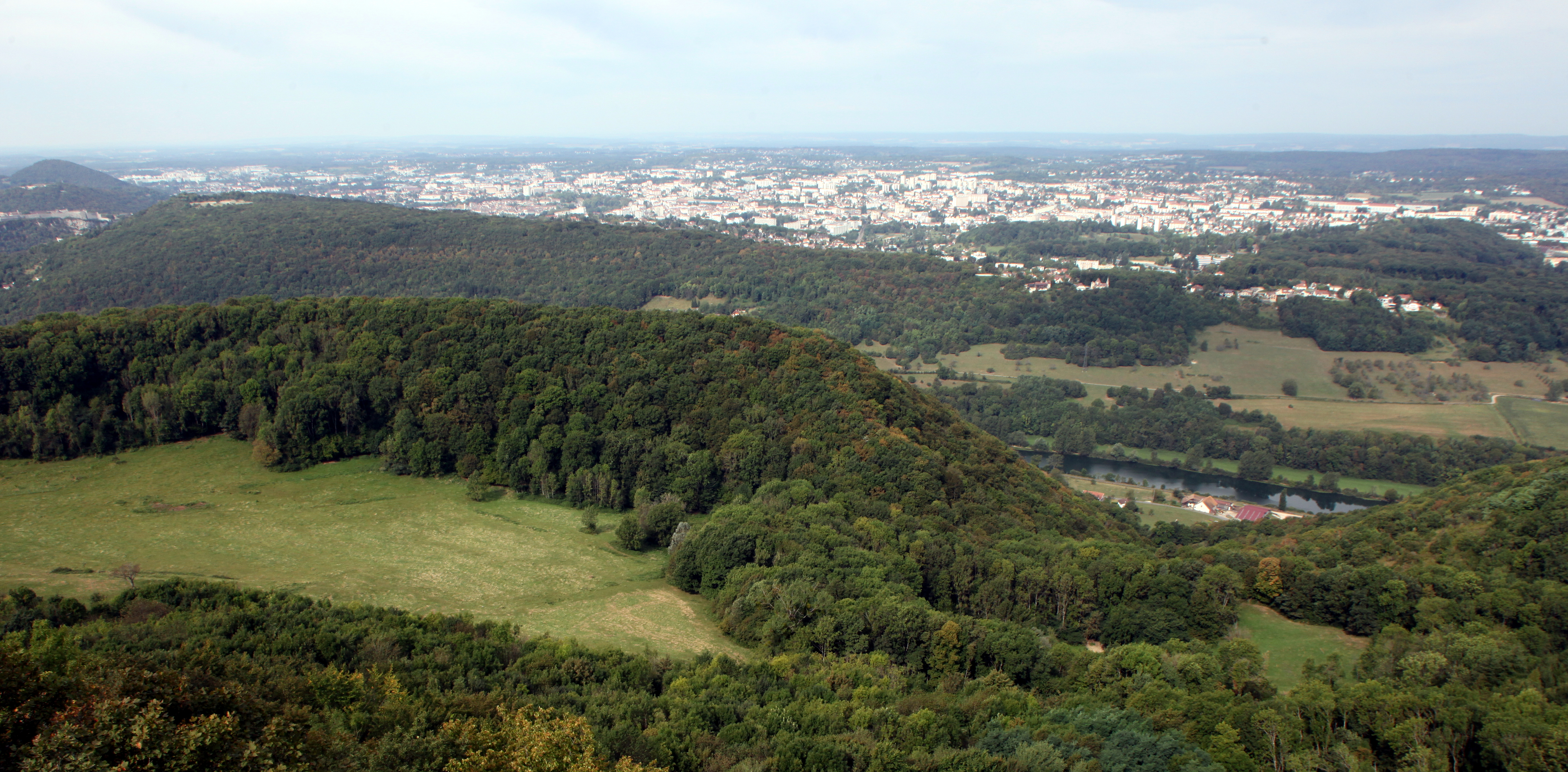
Panorama sur Besançon.

- Les fontaines.

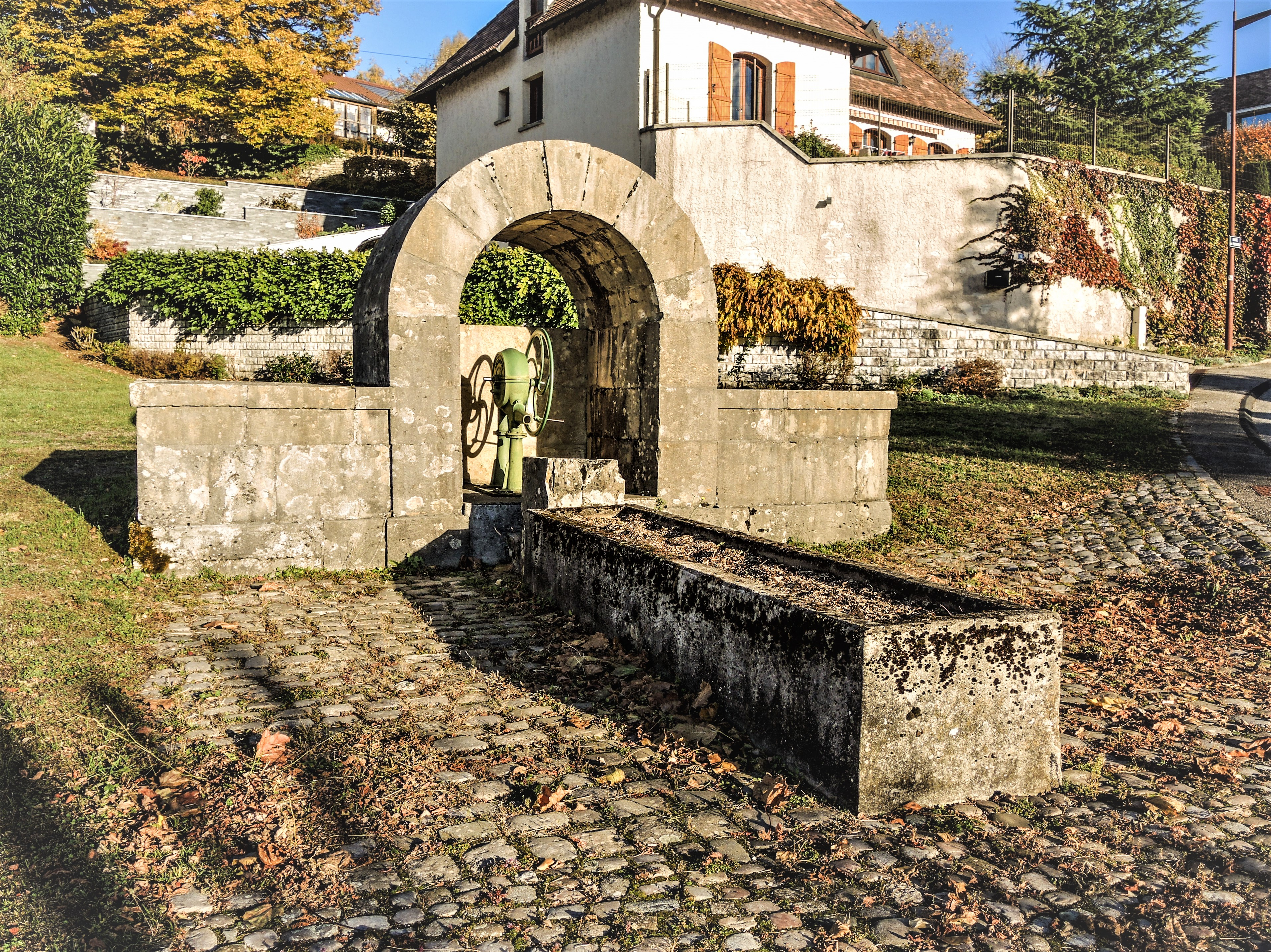
Ancienne fontaine-abreuvoir de la mairie.
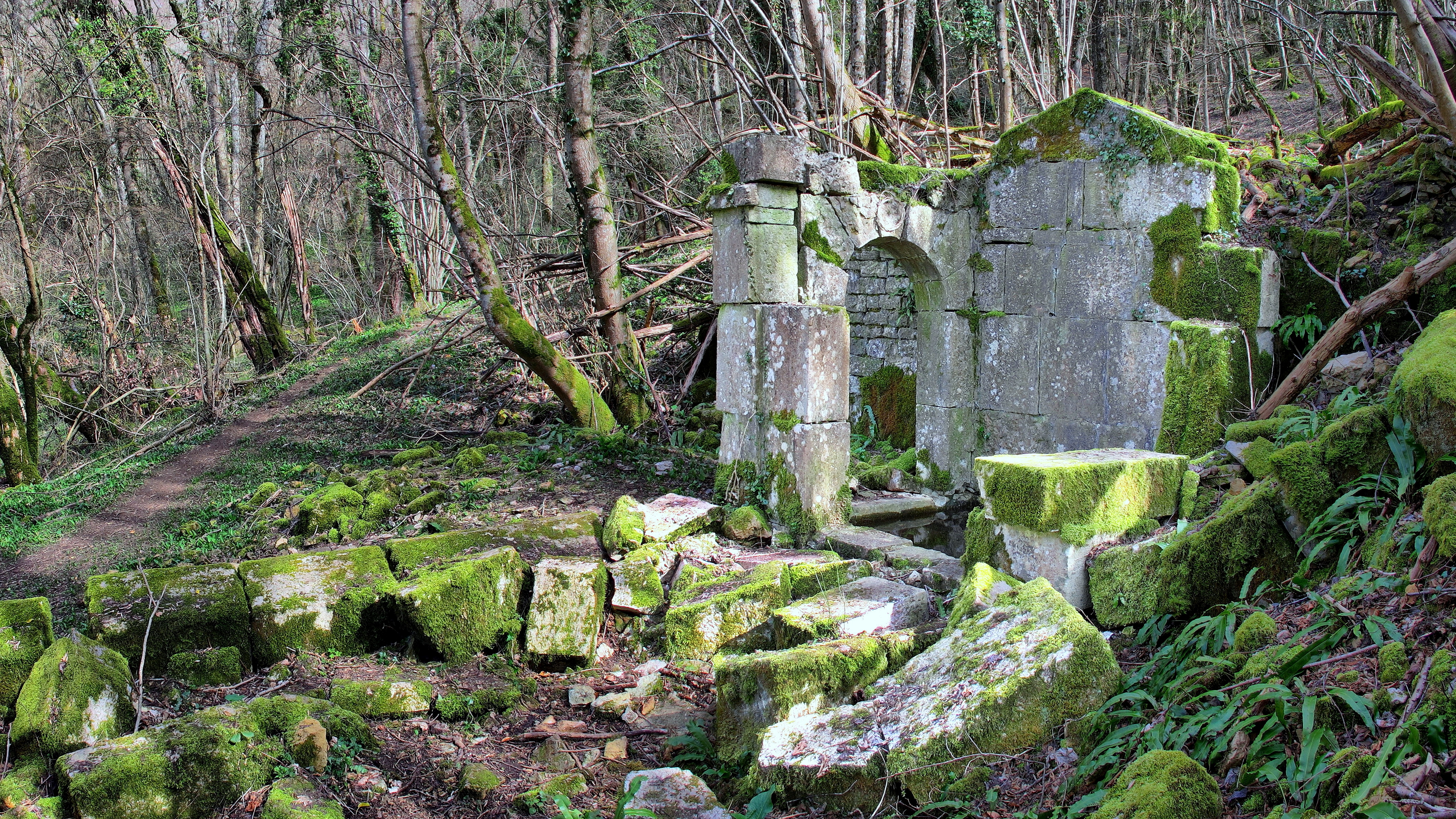
Fontaine de la Dhuit.
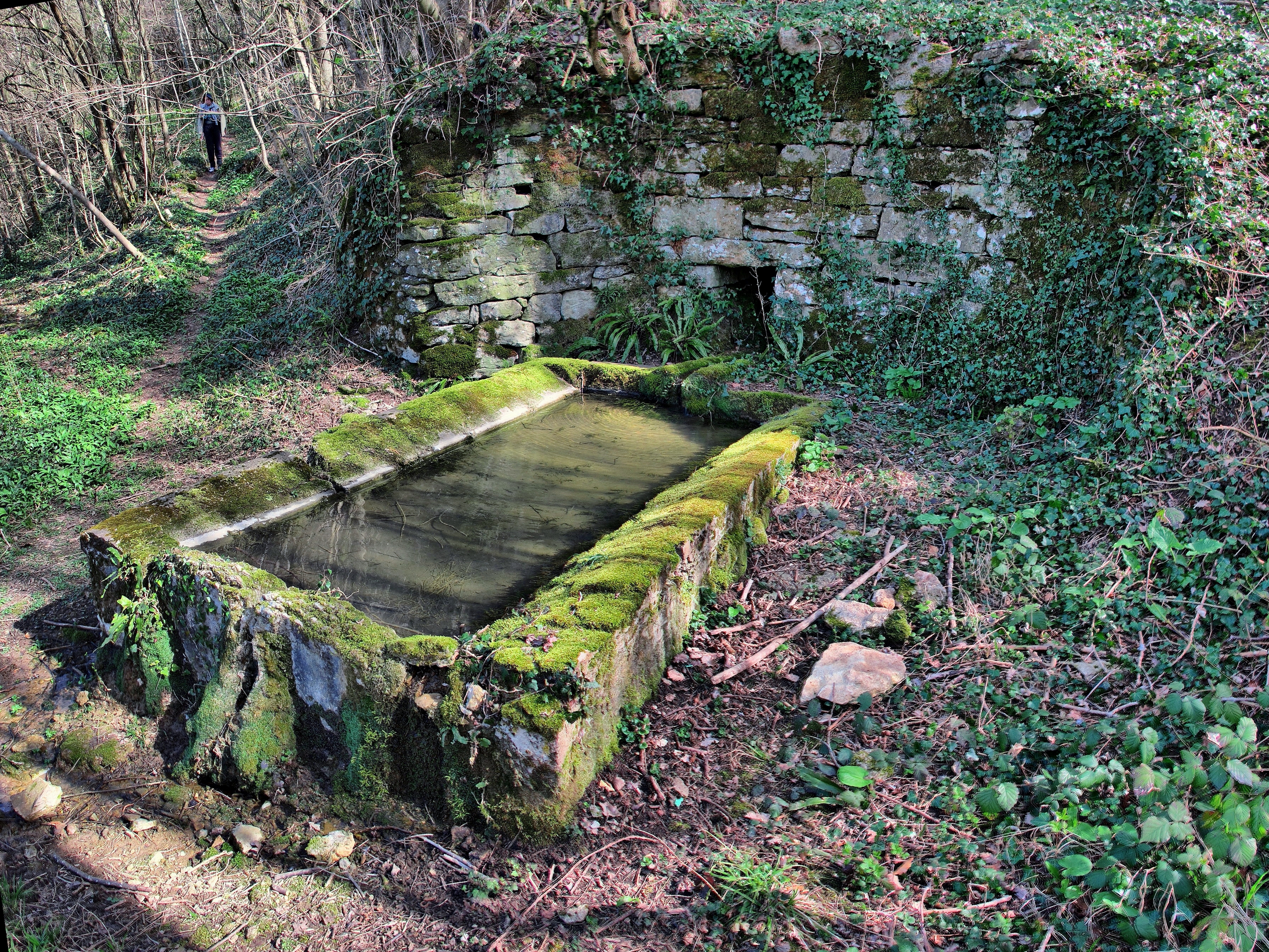
Fontaine de Janniet.

- La station de traitement des eaux de la Malate et les vestiges de l'ancien aqueduc romain.

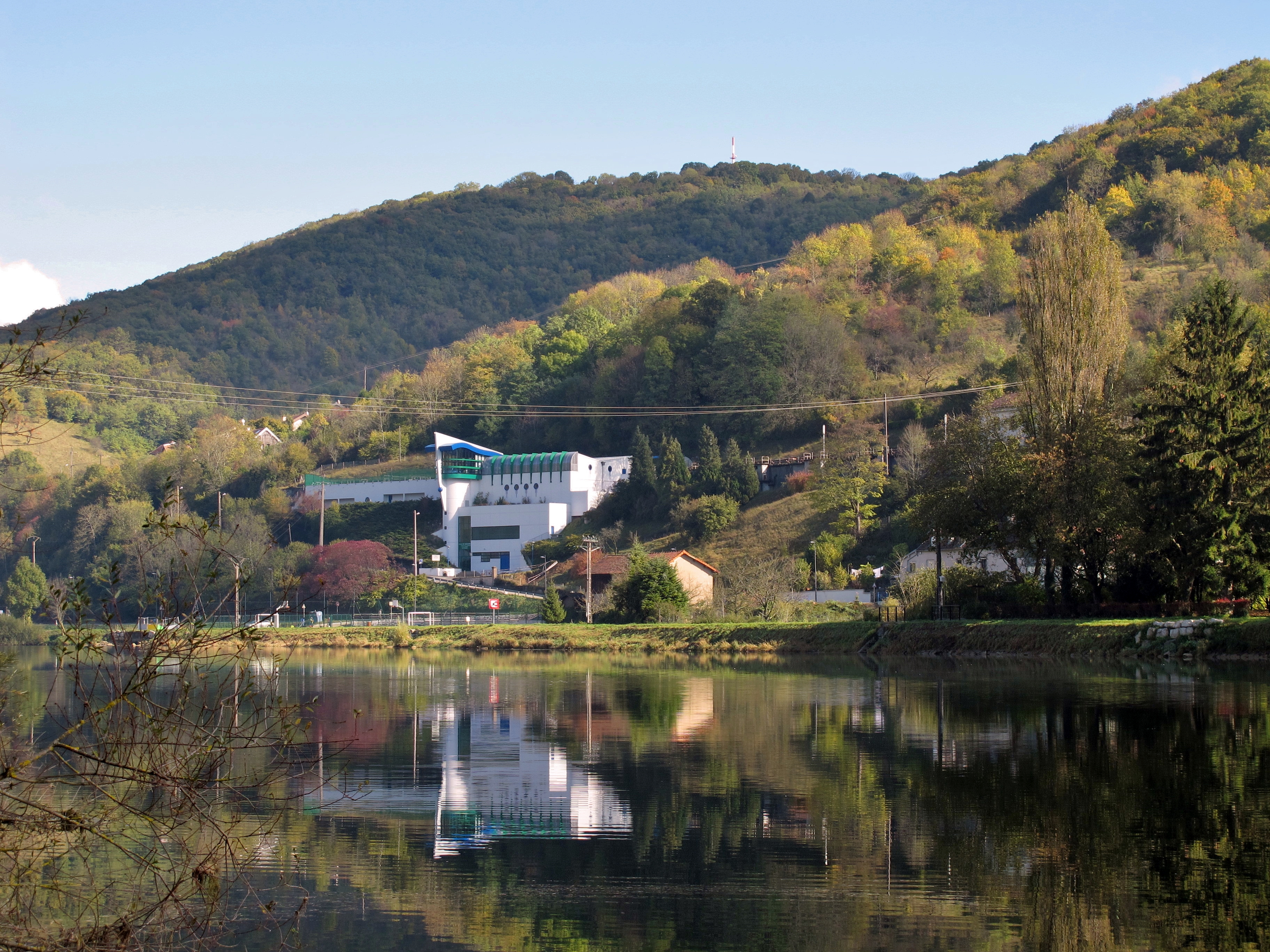
La station de traitement des eaux.
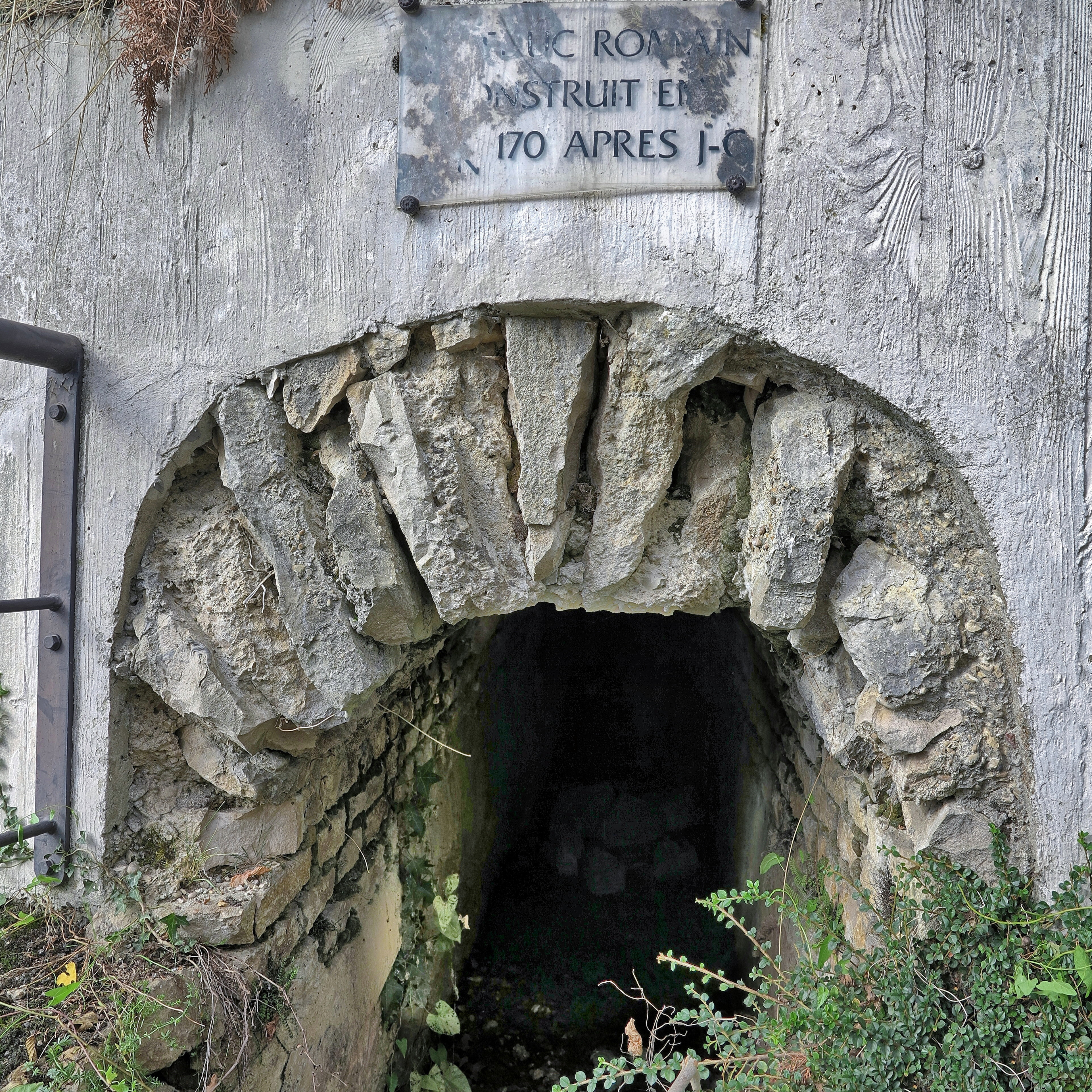
Vestiges de l'aqueduc romain.

## Personnalités liées à la commune
- Famille de Montfaucon
- Guillaume Aldebert.
- Marc Bernard
- Claire, chanteuse et militante est née à Montfaucon en 1949